# Костешты (Рышканский район)
Косте́шты (также Костешть; рум. Costeşti) — город в Рышканском районе Молдавии. В состав города входят сёла Дуруитоаря, Домашканы, Паскауцы и Проскуряны.

## История
Первое документальное свидетельство о селении Костешть относится к 1499 году.
Согласно легенде, из-за частых разливов рек Чугур и Прут жителям приходилось строить свои дома на склоне холма (рум. costișă — склон холма, косогор), поэтому поселение и получило название Костешть. По другой версии, село было названо в честь боярина Костикэ (Костел), усадьба которого располагалась на этом месте.
Изначально село находилось в другом месте. В 1973 году началось строительство ГЭС Костешты-Стынка, которая была торжественно введена в эксплуатацию в 1978 году. Водохранилищем были затоплены села Костешть и Шарбак, вновь возведенный поселок строителей был также назван Костешть.
К 1979 году население Костешть увеличилось до 10 000 жителей за счёт строителей, которые приехали на стройку со всего СССР. Помимо частных жилых домов были построены 5 пятиэтажных и 24 двухэтажных дома. В 1990-е годы селу Костешть был присвоен статус города.

## Население
Население составляет около 4400 человек.